# Keule
Cây keule (danh pháp khoa học: Gomortega keule), còn có tên gọi trong tiếng Tây Ban Nha là queule và hualhual, là một loài cây gỗ bản địa của Chile. Nó là loài duy nhất của chi Gomortega (đồng nghĩa Keulia Molina, 1810) và, theo hệ thống APG IV năm 2016 (không đổi so với hệ thống APG III năm 2009, hệ thống APG II năm 2003 và hệ thống APG năm 1998), của họ đơn loài Gomortegaceae, thuộc bộ Laurales trong nhánh magnoliids.
Loài cây này là cây gỗ có lá đơn mọc đối hay mọc vòng. Gân lá hình lông chim hay khó thấy. Mép lá nguyên, không có lá kèm. Cụm hoa mọc thành chùm gồm các hoa nhỏ lưỡng tính, đối xứng tỏa tia. Hoa với 5-7 cánh hoa và 5-6 lá đài, có các nhị lép nằm ngoài các nhị. Bầu nhụy hạ, dạng quả tụ. Quả là dạng quả hạch, chứa 1 hạt. Nó chỉ mọc tại một khu vực hạn hẹp tại khu vực duyên hải miền trung Chile. Loài này được coi là nguy cấp do khai thác thái quá, chặt phá rừng nơi có các quần thể loài cây này để lấy đất phục vụ nông nghiệp và lâm nghiệp.
Gomortega keule có quả ăn được, vị ngọt, màu vàng, đường kính 3,4 - 4,5 cm, được người dân thu hái để làm mứt.

## Hình ảnh

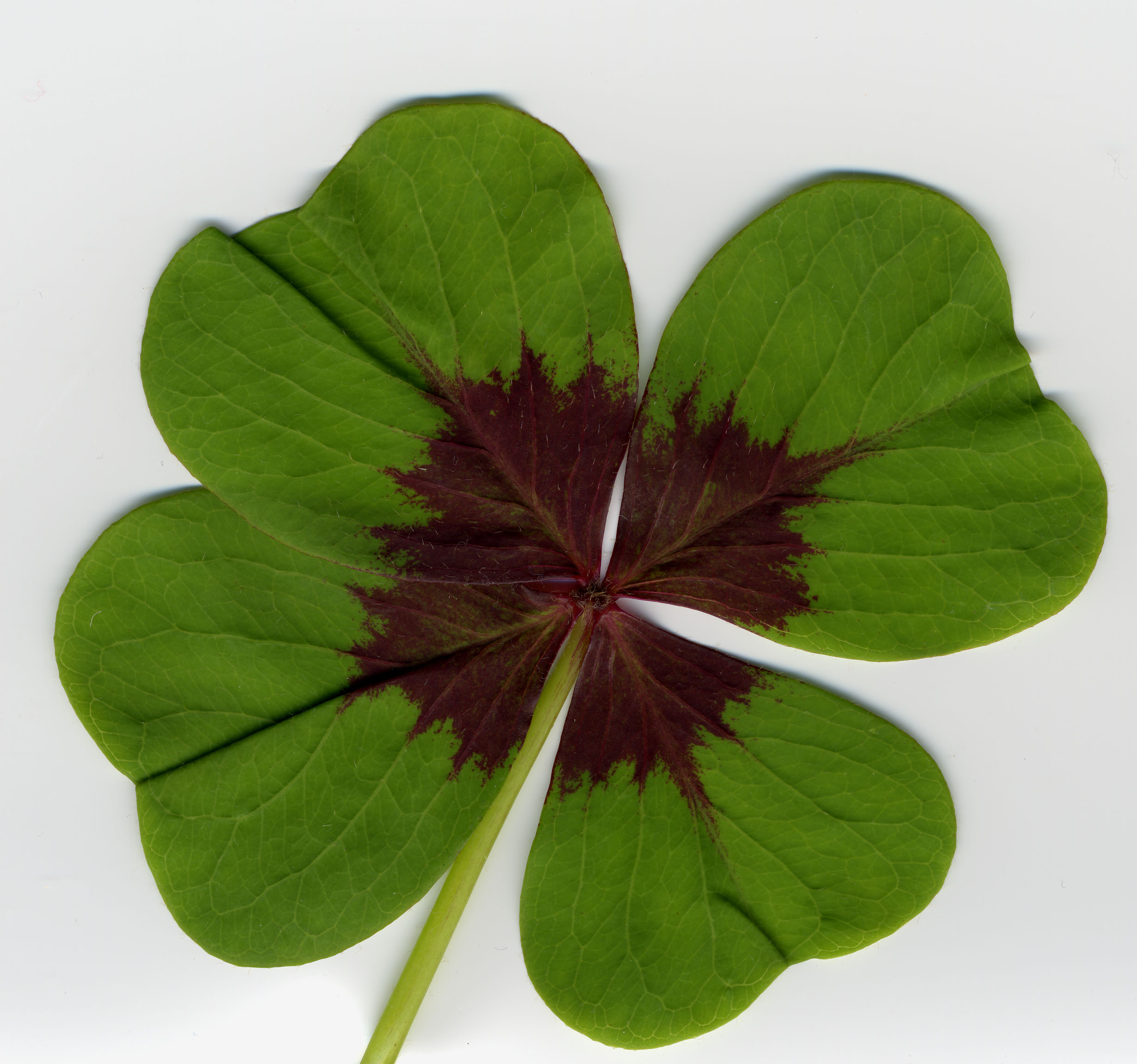
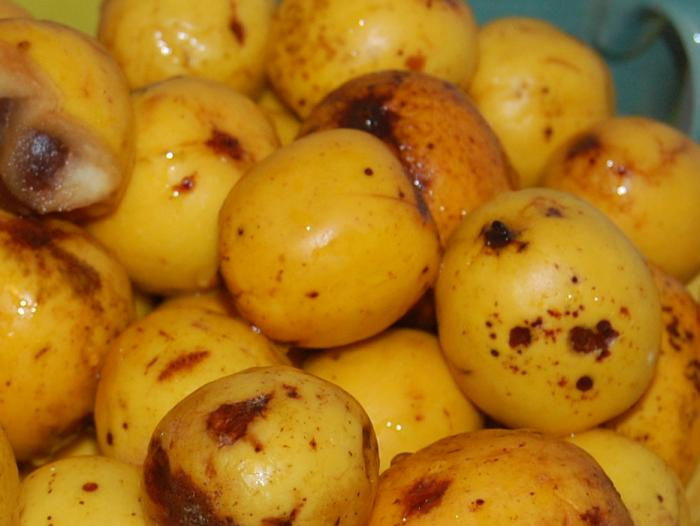